# L'Amant bulgare
Pour plus de détails, voir Fiche technique et Distribution.
L'Amant bulgare (Los novios búlgaros) est un film espagnol réalisé par Eloy de la Iglesia, sorti en 2002. Il s'agit d'une adaptation du roman éponyme d'Eduardo Mendicutti.

## Synopsis
Un homme de bonne famille, homosexuel, (Daniel) tombe éperdument amoureux de Kyril un attrayant Bulgare de 23 ans avec qui il vit une relation intense et presque parfaite jusqu'à ce que Kyril se marie et commence à emprunter de grosses sommes d'argent à Daniel ; celui-ci soupçonne le jeune Bulgare de se livrer à un trafic mais ne l'abandonne jamais. Le Bulgare fera tout pour utiliser Daniel et l'abandonnera ensuite.

## Fiche technique
- Titre : L'Amant bulgare[1]
- Autre titre : Les Amants bulgares[2]
- Titre original : Los novios búlgaros
- Réalisation : Eloy de la Iglesia
- Scénario : Fernando Guillén Cuervo, Antonio Hens et Eloy de la Iglesia, d'après le roman Los novios búlgaros d'Eduardo Mendicutti
- Musique : Antonio Meliveo
- Photographie : Néstor Calvo
- Montage : José Salcedo
- Production : Eduardo Campoy, Jesús García Ciordia, Fernando Guillén Cuervo, Pedro Olea
- Langues : castillan, bulgare
- Format : Couleur - 1.85 : 1 - son Dolby Digital
- Genre : comédie dramatique
- Durée : 101 minutes
- Dates de sortie : 30 avril 2003

## Distribution
- Fernando Guillén Cuervo : Daniel
- Dritan Biba : Kyril
- Pepón Nieto : Gildo
- Roger Pera (es) : l'avocat
- Anita Sinkovic : Kalina
- Fernando Albizu (es) : Mogambo
- Roman Luknár (sk) : Simeon
- Simón Andreu : le père de Daniel
- Julia Martínez : la mère de Daniel
- Gracia Olayo (es) : Rosita
- Emma Penella : Remedios
- Aure Sánchez (es) : Bambi
- Alberto Lozano : Taximan
- Óscar Iniesta : Emil

## Récompenses
- Philadelphia International Gay & Lesbian Film Festival : prix du jury du meilleur film gay en 2003